# Две жизни прожить не дано
Две жизни прожить не дано (англ. No Second Chance) — роман нигерийского писателя Соналы Олуменсе. Социальная мелодрама. Яркие образы, сплетения человеческих отношений встроены в общественно-политические реалии Нигерии 1970—1980-х годов. Впервые опубликован в 1982 году издательством Longman Nigeria Limited. На русском языке издан в литературном альманахе «Африка» в 1985 году.

## Сюжет

### Освобождение
Действие происходит в Лагосе начала 1980-х (возможно, конца 1970-х, точного указания нет) годов. 43-летний писатель Джимми Айзабо отбыл пять лет тюремного заключения за критику военных властей Нигерии. Выражая презрение к режиму, он отказался от каких бы то ни было льгот, включая свидания с семьёй. Четыре года его посещал только друг и единомышленник Реми Телла.
Приказ об освобождении Айзабо в связи с отбытием срока поступает на два дня раньше, чем ожидалось. Тепло простившись с тюремным другом — социалистом Эдвардом — и холодно-вежливо поговорив с начальником тюрьмы (тот почтительно относится к известному литератору, проявлявшему стойкость в заключении), Джимми выходит на волю.
Прежде всего Джимми заезжает на центральную площадь Лагоса. Социальные контрасты столичной жизни, соседство роскоши с нищетой, убеждают его в необходимости продолжать борьбу, обличать пороки элиты и произвол властей. В приподнятом настроении Джимми идёт домой, зная, что его приход на два дня раньше станет неожиданной радостью для семьи.

### Предстоящее
Джимми Айзабо — цельная личность. Ему присущи твёрдые политические убеждения и строгие нравственные правила. Политические взгляды носят общедемократический характер. Моральные близки к африканским традиционно-патриархальным нормам. Он сторонник гражданских и политических свобод, но нетерпим к бытовой распущенности. Вся семья Айзабо, как кажется Джимми, воспитана в этом духе. Родных он воспринимает прежде всего как единомышленников: «Главное в семье — понимание». С Эновамагбе Огуньеми, которая двадцать лет назад стала его женой, Джимми сошёлся именно на общности взглядов и духовной близости.
Но семья не выдержала испытания разлукой. Оставшись без мужской опоры, Эновамагбе запустила дом, перестала следить за детьми. Материальной нужды она не испытывала — писатель Айзабо не беден, семья живёт в собственном доме, имеет служанку Фунми и, по-видимому, солидные сбережения. Но от растерянности, тоски, одиночества Эновамагбе стала любовницей богатого предпринимателя Олуреми Аджалы. Потомок племенных вождей Аджала (к его имени в обязательном порядке прибавляется титул Шеф) — владелец торговой фирмы и таксомоторного парка. Этот тёмный коррумпированный делец олицетворяет систему произвола и продажности, ненавистную Джимми Айзабо.
17-летний Кехинде, сын Джимми, забросил учёбу, стилизуется под «золотую молодёжь», регулярно меняет девушек. Такова же его сестра-близнец Тайво. При этом, устанавливая свои случайные связи, Кехинде и Тайво пользуются известностью отца. И только младшая дочь, 11-летняя Офуре, оправдывает надежды Джимми.

### Шок
Ещё не войдя в дом, Джимми замечает разорённый сад, слегка огорчается, но не придаёт этому большого значения. Радостно входит в дом — и видит располневшую, накрашенную, крикливо одетую женщину с бутылкой джина. Он искренне не может узнать свою Эно — стройную, скромную, всегда одухотворённую. Полчаса назад Эновамагбе звонил Аджала, она собралась на свидание.
Джимми в шоке от одного вида Эновамагбе. Под стать и грязный дом, перевёрнутый вверх дном, годами не знавший уборки. Оба лишаются дара речи. В этот момент приходит Кехинде с очередной девушкой по имени Ийабо и, не замечая отца, начинает говорить развязные пошлости. Джимми просит его «проводить гостью». Ошарашенный Кехинде пытается протестовать, потом запирается у себя в комнате. Он пропускает Ийабо через окно и проводит с ней ночь, не выйдя к отцу. При этом он роняет на пол пакетик с противозачаточным средством.
Тайво всю ночь не возвращается домой. Эновамагбе явно не знает и не очень интересуется, где она и с кем. Нет дома и Офуре — любимой дочери Джимми. Но о младшей известно, что она у родителей отца.
За ночь Эновамагбе, проделав колоссальную работу, приводит дом в порядок. Проснувшийся Джимми восхищён, но его тут же охватывает подозрение: значит, если бы он вернулся не раньше, а точно в срок, то ничего бы не заметил и даже не предположил семейной катастрофы. В комнате Кехинде он обнаруживает противозачаточное средство, возникает скандал, Джимми даёт сыну пощёчину. Кехинде уходит из дома, не оборачиваясь на требование вернуться.
Тайво, узнавшая из газет об освобождении отца, разыгрывает спектакль. От очередного бой-френда она приезжает с подругой, которую просит подтвердить, будто ночь она провела у неё. Джимми сразу понимает обман. Шок усиливается, его охватывает отвращение. Он спрашивает друга семьи Реми, почему тот ничего не рассказывал ему. Реми — политический единомышленник Джимми, служащий, однако, в фирме Шефа Аджалы — не находится, что ответить.
Джимми ошарашен и раздавлен всем происходящим. Обстановка в доме омерзительна ему. Раздражают даже мелочи — например, испорченная пластинка с любимой музыкой провоцирует новый скандал. Он обвиняет жену, сына и дочь в предательстве идеалов и ценностей, ради которых он пожертвовал несколькими годами свободы. Особенно волнует Джимми потеря морального права на обличение общественных пороков — как он может обличать, если пороки заполонили его дом?
Ситуацию меняет возвращение Офуре. Она приезжает из Бенин-Сити от родителей Джимми (спросить об их самочувствии и делах он забывает, об этом вежливо напоминает Офуре). Младшая дочь осталась прежней, только стала красивее. В дом возвращается радость и любовь. Офуре рассказывает о школьных успехах, говорит, что собирается «пойти по стопам» Джимми, стать писательницей, «подняться на трибуну и говорить от имени своего поколения». Офуре устраивает Джимми праздник возвращения, всю ночь они весело общаются втроём вместе с Фунми. Настроение у Джимми поднимается, он перестаёт видеть всё во мраке.
Эновамагбе приходит к своему отцу и просит совета. Она в ужасе от предчувствия скорой катастрофы. Аделаджа Огуньеми в курсе семейных проблем. Но он симпатизирует Джимми и порицает дочь. Под конец разговора старик выгоняет её «рассказывать о своих неприятностях в другом месте». Расстроенная Эновамагбе уходит.

### Шантаж
За ней следит Йекини Амуда — доверенный шофёр Шефа Аджалы. Он ненавидит хозяина, считая его (не без оснований) жадным негодяем. Раньше он доставлял Эновамагбе на свидания с Шефом и догадывается, что теперь этому пришёл конец. Йекини шантажирует Эновамагбе, требуя за молчание 500 наир. Эти деньги — примерно месячный заработок шофёра — для Эновамагбе посильны. Но она понимает, что при уступке шантажист придёт не один раз. Эновамагбе приезжает в офис Аджалы и жалуется Шефу на водителя. Разгневанный Шеф Аджала наказывает Йекини «за бестактность»: усложняет условия работы (запрещает возвращаться домой на своём такси) и лишает премии. Йекини твёрдо решает отомстить хозяину.
Оставшись дома один, Джимми тщательно обыскивает комнаты, уверенный, что обнаружит нечто проясняющее. Он находит записную книжку, содержащую время и места встреч Эновамагбе с Аджалой. Не вполне понимая увиденное (ничего, кроме дат, часов и названий улиц в книжке нет), но обо всём догадываясь, Джимми приходит к тестю. Он рассказывает о семейном крахе и своих подозрениях относительно неверности Эно. Тесть, которому всё доподлинно известно, пытается духовно укрепить зятя, но умалчивает о главном. Джимми благодарен за этот разговор, он уходит с надеждой возродить свою семью.
Постепенно Джимми начинает налаживать отношения с женой и старшей дочерью. Общение становится дружелюбным. Готовится день рождения Офуре. Тревогу вносит весть о тяжёлом заболевании Кехинде (он обнаруживается у приятеля в горячечном бреду), но совместные заботы о нём тоже сплачивают семью.
Откровенные разговоры Аделаджи с Эновамагбе и Джимми подслушала жена Аделаджи — старая сплетница Фунмилайо. Она немедленно начинает повсюду рассказывать о безобразиях, творящихся в семье известного писателя. В тот же день сплетня становится известна корреспондентам бульварной газеты «Лагос уикенд». Пишется скандальная заметка. Имена не названы, но характеристики («морально строгий оппозиционный литератор», «его жена», «падкий на женщин владелец крупной фирмы») исключают двоякие толкования.
Утром газета попадается на глаза Реми. В страхе за душевное состояние Джимми он успевает предупредить Эновамагбе. «Лагос уикенд» ради светской хроники выписывает Тайво. Не найдя газеты, сожжённой матерью, она устраивает скандал и покупает другой экземпляр. Его тоже тайно сжигает Эновамагбе. Тайво впадает в бешенство, её крики слышит на улице возвращающийся домой Джимми.
Ради спортивных новостей и порнографии «Лагос уикенд» читает Йекини. Увидев заметку, он решает обязательно придать ей максимальную огласку — чтобы спровоцировать семейный скандал у Шефа Аджалы и таким образом отомстить ему. Йекини приезжает домой к Айзабо и вручает ему газету: «Почитайте и спросите вашу жену». Присутствующая при этом Эновамагбе падает в обморок на глазах у Джимми и Тайво.
Заметку в «Лагос уикенд» прочитала Тинуке Аджала — жена Шефа, алчная, властная и жестокая. Она приезжает к мужу в офис, устраивает скандал и обещает отомстить: «Над тобой смеётся весь мир и я вместе со всеми. Подожди, я тебе устрою!» Тинуке — единственный человек, перед которым Олуреми Аджала испытывает страх.
После ухода жены Шеф подписывает приказ об увольнении Йекини (несмотря на отличный послужной список, тот потом полгода не может найти работу) и заказывает билет в Нью-Йорк — покинуть страну, пока скандал не уляжется.

### Трагедия
Заметка в «Лагос уикенд» снова повергла Джимми в шок. Он буквально уничтожен. Жена не просто изменила ему — изменила с врагом, с человеком, который символизирует для демократа Айзабо всё самое худшее в обществе. Когда Эновамагбе приходит в себя, Джимми объявляет о разводе и требует, чтобы бывшая жена немедленно покинула его дом. Та пытается объясниться, падает на колени и неудачно цепляется за брюки мужа. Споткнувшись из-за этого, Джимми падает на пол и в ярости бьёт Эновамагбе по лицу.
Эновамагбе собирает вещи. Почти не разговаривая с Джимми, она всё же бросает ему несколько обвинений: «Ты лишил семью внимания в трудные годы, хотя закон не запрещал этого. Ты безразличен к нам. Мечтаешь изменить общество, а не способен понять, как меняется даже твоя семья». Джимми провожает Эновамагбе в такси и расплачивается с шофёром. Ничего не понимающая Тайво потрясена.
Возвращается Офуре с подарками для всей семьи, её подвозит случайно встреченный Реми. Тайво — неожиданно проявляя несвойственные ей чувства — в истерике рассказывает, как «папа ни за что ни про что выгнал маму из дома». Джимми не знает, как объяснить Офуре причины. Но девочка и не желает их знать: «Ты только притворялся добрым!» Она уговаривает отца помириться с матерью. Джимми, не способный отказать Офуре, соглашается ещё раз поговорить с женой. Обрадованная Офуре, расцеловав отца, уезжает с Реми за матерью.
Джимми обдумывает, как осуществить развод в приемлемой для Офуре форме (о примирении с Эновамагбе он не допускает мысли). Его также беспокоит общественное мнение — кто примет всерьёз моральные обличения от человека, который не смог уберечь от порока собственную семью? От этих размышлений его отвлекает телефонный звонок из больницы — просят срочно прибыть в приёмный покой. Джимми выезжает, думая что за Кехинде, о котором совсем забыл.
Старшая медсестра объясняет: в автомобильную катастрофу попал человек, назвавшийся другом Джимми Айзабо. Реми жив, прооперирован, увидеть его можно через час. Джимми спрашивает о девочке, с которой ехал Реми. Медсестра, знающая по опыту, что говорить лучше сразу, сообщает, что Офуре погибла на месте.
Со смертью Офуре перестаёт жить и Джимми. Он идёт по Лагосу, словно покидая свою разрушенную жизнь. Подняв глаза к небу, видит самолёт. В салоне закуривает сигару отправляющийся в Нью-Йорк Шеф Олуреми Аджала.

## Персонажи

### Семья и друзья Айзабо
Джимми Айзабо — писатель, демократ-оппозиционер, недавний политзаключённый. Выходец из бедного крестьянства, сумевший упорным трудом получить образование, стать известным литератором, политиком, материально обеспеченным человеком. Глубоко порядочен и благороден, но оторван от жизни, наивен в быту, догматичен в мировоззрении и от этого невнимателен даже к близким людям. Рационалист («главное в семье — понимание»).
Эновамагбе Огуньеми-Айзабо — жена Джимми. За годы его отсутствия превратилась из восторженной девушки в усталую циничную женщину с подорванным здоровьем и массой вредных привычек. Презирает себя за слабодушие. Любит Джимми, надеется возродить прежние отношения с ним, но предчувствует жизненный крах. Ото всех ждёт помощи, но ни от кого не получает.
Офуре Айзабо — младшая дочь Джимми. Развита не по годам — серьёзна, умна, альтруистична. Горячо любит родных («главное в семье — любовь»), особенно отца, которому буквально поклоняется. Интересуется общественными проблемами, стремится продолжить дело Джимми.
Тайво Айзабо — старшая дочь Джимми. Легкомысленна, распущена, склонна к обманам. Инфантильно бездушна, однако при эмоциональных потрясениях становится истеричной.
Кехинде Айзабо — сын Джимми. Легкомысленный, разболтанный, амбициозный юноша. Большие претензии не обеспечены соответствующими качествами. После ссоры с отцом заболевает горячкой.
Аделаджа Огуньеми — тесть Джимми, отец Эновамагбе. Мудрый старик, выходец из деревни, ставший железнодорожником, потом мелким торговцем. Живёт в бедности, но сохраняет патриархальный авторитет. Носитель традиционных добродетелей. С зятем поддерживает отношения мужской дружбы.
Реми Телла — ближайший друг Джимми. Офисный менеджер, работает в фирме Шефа Аджалы. Разделяя убеждения друга, явно дистанцируется от политических опасностей. В отличие от Джимми, смотрит на жизнь реалистично, без иллюзий. Жизнелюб, убеждённый холостяк, под влиянием нахлынувших чувств к гражданской супруге решает на ней жениться. Искренне стремится помочь Джимми, но постоянно опасается за его душевное равновесие. Пытается сгладить конфликты, по возможности скрыть тяжёлую правду.
Фунми — служанка Айзабо, подруга Офуре. Носительница практичного крестьянского мышления («главное в семье — общее хозяйство»). Добросовестная работница, добрая общительная девушка.

### Структура Аджалы
Шеф Олуреми Аджала — крупный и влиятельный бизнесмен с репутацией криминального афериста. Любовник Эновамагбе. Циничен, беспринципен, жесток. Соединяет деловую хватку капиталиста с властными навыками племенного вождя. При этом не обладает ни буржуазной порядочностью, ни феодальными принципами. Страстный «Казанова», имеет множество любовниц. Не глядя разрушает чужие семьи, безразличен и к собственной. Опасается только скандальной супруги и публичной огласки.
Йекини Амуда — таксист, работник фирмы Аджалы. Молодой полулюмпен с криминальными наклонностями, шантажист. По характеру отчаянный и рисковый (за рулём тоже). Агрессивен в быту. Совершая поступки, не просчитывает последствий. Отлично водит такси, любит эту работу. Однако из-за алчности Шефа едва сводит концы с концами, имея на иждивении младшую сестру и жену с грудным ребёнком. Одержим идеей социальной мести богатому негодяю. Этнический йоруба (это специально отмечено автором), носит племенные знаки.
Тинуке Аджала — жена Шефа. Алчная властная женщина. Вышла замуж за деньги Аджалы, которого презирает. Конкурирует с мужем за общественный статус, состоит в женских организациях.
Секретарша Аджалы (имени не названо) — сплетница, подобная Фунмилайо. Немолода, нагла, цинична. Презирает Шефа и его любовниц, терпеть не может его жену. Старается пользоваться властью над посетителями и рядовыми сотрудниками.

### Другие
Фунмилайо Огуньеми — жена Аделаджи. Патологическая сплетница, беспрестанно подслушивающая и публично пересказывающая услышанное в приукрашенном виде. Способна бездумно сломать чужую судьбу, опасна для окружающих.
Ийабо — одна из любовниц Кехинде. Этническая йоруба. Проводит ночь у Кехинде, но самом деле безразлична к нему. Даже не знает о его внезапном заболевании и не интересуется этим.
Феми Джимо — школьный приятель Кехинде. Живёт в бедном квартале. По виду нагловатый подросток. Однако проявляет заботу о заболевшем Кехинде, старается помочь приехавшему за сыном Джимми.
Джудит — любящая гражданская жена Реми. Молодая женщина с сильным характером, сумевшая убедить закоренелого холостяка согласиться на женитьбу. Корыстных побуждений при этом не имела, но считала унизительным положение любовницы. К основной линии повествования отношения не имеет, но образ запоминается и важен для характеристики социального круга главных героев.

## Общественный контекст произведения
При элементах психологического романа и мелодрамы, важное место в произведении занимает социальная сторона. Главные персонажи олицетворяют типы нигерийского общества — средний класс (семья Айзабо, Реми и Джудит), правящая элита (чета Аджала), социальные низы (Йекини Амуда, семья Аделаджи Огуньеми).
Пружина действия — не только разлад в семье писателя, но и духовное противостояние Джимми Айзабо и Олуреми Аджалы как общественных и нравственных антиподов. Столкновение честного диссидента с всесильным олигархом кончается для первого трагически. Шеф ломает жизнь писателя-демократа, даже не замечая этого. Общество, презирающее дельца-афериста, покорно его власти (сопротивляется лишь дурной слуга и низкими методами, причём тоже терпит поражение). Но образы писателя, его младшей дочери и тестя вселяют социальный оптимизм.
Прослеживаются в романе и политические мотивы. Отторгается авторитарный военный режим, отправивший Айзабо в тюрьму за выражение мыслей и правдивое отражение общественных реалий. По всей видимости, речь идёт о правлении Мурталы Мухаммеда (1975—1976) либо Олусегуна Обасанджо (1976—1979); скорее второе. Критикуется и новое гражданское правительство (вероятно, Шеху Шагари, 1979—1983) — коррумпированное и возносящее людей, подобных Аджале. Альтернативы формулируются смутно, но очерченные воззрения Айзабо указывают на что-то близкое к социал-демократии. Книга написана с позиций своеобразного африканского «демократического народничества», олицетворяемого Джимми Айзабо (открыто, осознанно, политически) и Аделаджей Огуньеми (косвенно, только в морально-бытовом аспекте).
Автор романа Сонала Олуменсе по взглядам явно близок к своему персонажу Джимми Айзабо. Один из ведущих политических и культурных обозревателей Нигерии, сторонник демократических преобразований и социальных реформ, он резко критикует авторитаризм и коррупцию, персонально Олусегуна Обасанджо.